# Andreas Almgren (juvelerare)
Andreas Almgren var en svensk juvelerare, omnämnd 1746–78.
Almgren blev 11 augusti 1746 hovjuvelerare hos Adolf Fredrik. Han omtalas som fattig 1778. Almgren har bland annat utfört Lovisa Ulrikas krona 1751 och Svärdsordens och Nordstjärneordens riddartecken i guld och emalj 1758. På Nationalmuseum i Helsingfors finns en gulddosa tillverkad 1759 av Almgren.